# Horní Ves
Horní Ves là một làng thuộc huyện Pelhřimov, vùng Vysočina, Cộng hòa Séc.